# Grubine
Grubine falu Horvátországban Split-Dalmácia megyében. Közigazgatásilag Podbablje községhez tartozik.

## Fekvése
Splittől légvonalban 59, közúton 80 km-re keletre, Makarskától légvonalban 19, közúton 30 km-re északkeletre, a dalmát Zagora területén, Imotska krajina középső részén, Imotski városával szemben 6 km-re délnyugatra, az Imotski-mező déli oldalán a községközpont Drum északnyugati szomszédságában, a 60-as számú főút mellett fekszik. Településrészei Mračaj, Matkovići, Žužuli, Vukovići, Karini és Jonjići.

## Története
A térség első ismert népe az illírek voltak. Jelenlétüket igazolják az ókorból fennmaradt halomsírok és várak maradványai. Az illír háborúk végeztével az 1. század elején e terület is Dalmácia római tartomány része lett. A horvátok ősei a 7. században vándoroltak be erre a vidékre. A középkori horvát állam közigazgatásában ez a terület Fehér-Horvátországhoz, azon belül az Imoti zsupánsághoz tartozott. A bencés atyák a 11. században Proložachoz tartozó Opačacnál a Vrljika-folyó forrásánál építették fel kolostorukat, innen végezték a térség lakóinak keresztény hitre térítését. A 14. századtól a hívek lelki gondozását a ferencesek vették át, akik az elpusztult kolostort újjáépítették. A török 1463-ban meghódította a közeli Boszniát, majd 1493-re már ez a terület is uralmuk alá került. Az 1699-es karlócai béke török kézen hagyta. Végleges felszabadulása csak az újabb velencei-török háborút lezáró pozsareváci békével 1718-ban történt meg. Ezután a Velencei Köztársaság fennhatósága alá tartozott. A török uralom teljes ideje alatt a hívek lelki gondozását a vrljikai ferencesek látták el, kolostoruk a 17. századtól már a Prološko blato kis Manastir nevű szigetén működött. A 16. század második felében a rend a közeli Kamenmoston is letelepedett, ahol saját rendházuk és kápolnájuk is volt. A podbabljei plébániát kezdetben a ferences atyák vezették, akik 1735-ig laktak Kamenmoston, ezután építették fel az új plébániaházat a plébánia központjában. Mračaj, Matkovići, Žužuli, Vukovići, Karini és Jonjići nevű településrészeit 1718-ban említik először. A velencei uralomnak 1797-ben vége szakadt és osztrák csapatok vonultak be Dalmáciába. 1806-ban az osztrákokat legyőző franciák uralma alá került, de Napóleon lipcsei veresége után 1813-ban újra az osztrákoké lett. 1918-ban az új szerb-horvát-szlovén állam, majd később a Jugoszláv Királyság része lett. Grubine neve csak 1931-ben bukkan fel először, amikor lakosságát először számlálják önállóan 647 fővel. A háború után a szocialista Jugoszláviához került. 1991 óta a független Horvátországhoz tartozik. 2011-ben a településnek 1010 lakosa volt, akik a podbaljei plébániához tartoztak.

## Lakosság
| Lakosság változása | Lakosság változása | Lakosság változása | Lakosság változása | Lakosság változása | Lakosság változása | Lakosság változása | Lakosság változása | Lakosság változása | Lakosság változása | Lakosság változása | Lakosság változása | Lakosság változása | Lakosság változása | Lakosság változása | Lakosság változása |
| ------------------ | ------------------ | ------------------ | ------------------ | ------------------ | ------------------ | ------------------ | ------------------ | ------------------ | ------------------ | ------------------ | ------------------ | ------------------ | ------------------ | ------------------ | ------------------ |
| 1857               | 1869               | 1880               | 1890               | 1900               | 1910               | 1921               | 1931               | 1948               | 1953               | 1961               | 1971               | 1981               | 1991               | 2001               | 2011               |
| 0                  | 0                  | 0                  | 0                  | 0                  | 0                  | 0                  | 647                | 779                | 857                | 922                | 1.007              | 988                | 1.143              | 1.007              | 1.010              |

(1857 és 1921 között lakosságát Podbablje Gornjéhoz számították.)

## Nevezetességei
- Jonjići nevű településrészén áll Szűz Mária a horvátok királynője tiszteletére szentelt 1993 és 1995 között épített új temploma.
- Matkovići településrészén található Krčevac nevű forrása az emberhal kedvelt élőhelye.

## Kultúra
A település kulturális fesztiválja a Szűz Mária ünnepén megrendezett Gangafest.

## Oktatás
Mračaj nevű településrészén négyosztályos iskola működik.

## Sport
A település sportegyesülete a „Grubine” sportegyesület. A falunapon kispályás labdarúgótornát rendeznek.